# Magdalena penitent (Kansas)
La Magdalena penitent conservada al Museu Nelson-Atkins de Kansas City (Missouri), es creu que va ser pintada per El Greco poc després de la versió de la Magdalena penitent (El Greco, Worcester)
Per aquest motiu, Harold Wethey li dona el núm. 260 del seu catàleg raonat, i la considera del Tipus-II dins de les pintures dedicades a aquesta temática.

## Temàtica de l'obra
Tal com l'entenem actualment, el personatge de Maria Magdalena és una amalgama de vàries dones que apareixen als Evangelis. Resumidament, es presenta com una dona de passat pecaminós que, mercès a la predicació de Jesús de Natzaret, es va penedir del seu passat, i va esdevenir Anacoreta, consagrant-se a la vida retirada i a la meditació.
La devoció a Maria Magdalena va ser molt fomentada per l'Església de la Contrareforma, que la va presentar com un model de penediment.

## Anàlisi de l'obra
De fet, el Tipus-II és molt semblant al Tipus-I, perquè la postura de Magdalena és similar, y les vestidures també ho són. Però aquí el paisatge ennuvolat està representat a l'esquerra, mentre que la calavera, la gerra amb l'ungüent, la roca amb l'heura i l'entrada a la cova són a la dreta.
Tanmateix, en aquesta nova versió, El Greco assoleix una sensualitat i refinament molt més intensos que en la variant anterior. Efectivament, el coll de Magdalena, tot i que continua sent massa llarg, té una forma més versemblant i, malgrat que el seu esguard es dirigeix al Cel amb ulls plorosos, la seva actitud és més convincent que en el Tipus precedent. En conjunt, El Greco assoleix una obra més dolça, més primorosa i menys teatral.

### Estat de conservació
L'estat de conservació és deficient, perquè ha sofert restauracions abusives. Segons Wethey, el cel està molt repintat.

## Còpies del Tipus-II
- Montevideo; Oli sobre llenç; Còpia del s.XVII, mutilada, excessivament netejada i repintada; 84 × 66 cm.
- Paradas (Sevilla) Església Parroquial; Oli sobre llenç; Deixeble molt proper d´El Greco; Començaments s.XVII; 98 × 97 cm.; És la còpia més interessant.
- Bilbao; Museu de Belles Arts; Còpia 1625-50; 30 × 24 cm.; Còpia petita i mediocre.[4]